# 永島千裕
永島 千裕（ながしま ちひろ、1983年-）は、日本の現代美術家。女性。静岡県出身。2006年、京都嵯峨芸術大学造形学科油画分野卒業。紙にアクリル絵具を用いて、主に人物をモチーフに、その日見た映画や音楽、読んだ本の一節、漫画のキャラクターや食べたものといった日常の雑多なものから、文学や古代神話にインスパイアされたものまで多岐に渡るイメージをソースとして描く。

## 経歴
- 1983年-静岡市に生まれ育つ
- 2004年-トーキョーワンダーウォール2004入選
- 2006年-京都嵯峨芸術大学 卒業
- 2007年-トーキョーワンダーウォール2007大賞受賞
- 2008年-WONDER SEEDS 2008入選

## 主な展覧会

### 個展
- 2007年-「うだいの森」青樺画廊、銀座
- 2007年-「トーキョーワンダーウォール都庁2007」
- 2008年-「永島千裕展」たけだ美術、銀座
- 2008年-「at the space time」イムラアートギャラリー、京都
- 2008年-「The Stranger」ワンダーサイト本郷、東京
- 2010年-「alien age」イムラアートギャラリー、京都
- 2011年-「わたしのちいさな庭」新宿高島屋10階美術画廊、新宿
- 2011年-「永遠のパンケーキ」阪急うめだ本店11階美術画廊、大阪
- 2012年-「なんにもこわいことはない」たけだ美術、銀座

### グループ展
- 2005年-「中村邸にて。展」北海道
- 2005年-「DISCOVERY 2005」青樺画廊、銀座
- 2009年-「東京コンテンポラリーアートフェア2009（TCAF2009）」出品
- 2010年-「TOKYO WONDER WALL 2000-2009 10年！」東京都現代美術館、東京
- 2010年-「ガラパゴス・ファイン1」たけだ美術、銀座
- 2011年-「東日本大震災復興支援チャリティ展『Art for Tomorrow』」トーキョーワンダーサイト渋谷、東京
- 2011年-「まなざしの哲学—京都嵯峨芸術大学の40年」京都市美術館別館、京都
- 2011年-「東日本大震災復興チャリティ・オークション—今日の美術展」東京美術俱楽部、東京
- 2011年-「ガラパゴス・ファイン2」たけだ美術、銀座
- 2012年-「高島屋60周年記念 タカシマヤのばら アートセッション」高島屋日本橋店・横浜店・新宿店・大阪店・京都店
- 2012年-「Artistic Christmas vol.VI」新宿高島屋10階美術画廊、新宿